# Plan Allon

Schéma de ce qu'aurait prévu le plan Allon en Cisjordanie.

Le plan Allon (en hébreu : תוכנית אלון) est un plan conçu par le général israélien Yigal Allon en juin 1967, à l'époque où il était Vice-Premier ministre. Ce plan visait à partager la Cisjordanie entre Israël et le Royaume hachémite de Jordanie, à créer un État druze dans les hauteurs du Golan sous contrôle israélien et à restituer la majeure partie de la péninsule du Sinaï aux Arabes.
Ce plan aurait permis en outre, de faciliter une  annexion par Israël de Jérusalem et de ses environs, ainsi que de la vallée du Jourdain et du Gush Etzion.